# Modulus 11
Modulus 11 (eller modulo 11[kilde mangler]) er en metode til at danne et kontrolciffer, der kan tilføjes et tal, således at en maskine (f.eks. en computer) kan kontrollere tallet for skrivefejl. Modulus 11 er brugt i det danske personnummer, men i 2007 indførte man personnumre, der ikke overholder modulus 11-testen på grund af mangel på ledige personnumre på visse fødselsdatoer. Testen kan altså ikke bruges i dag.
Modulus 11 kan også bruges på andet end personnumre. F.eks. bliver CVR-numre og Girokort valideret på denne måde.

## Beregning af modulo 11
Princippet i modulo 11-tjekket er at hvert ciffer i tallet ganges med en vægt. Derefter lægges alle produkterne sammen til en vægtsum. Denne vægtsum skal have rest 0 ved division med 11.
Vægtsummen skal med andre ord være 0 modulo 11, hvilket på jævnt dansk betyder at 11 skal gå op i tallet.
For danske cpr-numre er vægtene 4, 3, 2, 7, 6, 5, 4, 3, 2 og 1.
Hvis du har et dansk cpr-nummer, kan du undersøge om det overholder modulo 11 ved at at gange hvert ciffer i cpr-nummeret med dets vægt, lægge det hele sammen og tjekke at 11 går op.